# Weltpostkongress 1957
Der 14. Weltpostkongress fand 1957 im kanadischen Ottawa statt.
Auf Vorschlag der Vereinigten Staaten hat der Kongress eine Empfehlung beschlossen, jeweils eine Woche im Oktober als „Woche des geschriebenen Briefes“ zu begehen. Auf dem folgenden Kongress wurde der Beginn auf den Sonntag gelegt, mit dem die Woche beginnt, in die der 9. Oktober (Jahrestag der Unterzeichnung des „Allgemeinen Postvereinsvertrag“) liegt.